# دوران طلایی علمی-تخیلی

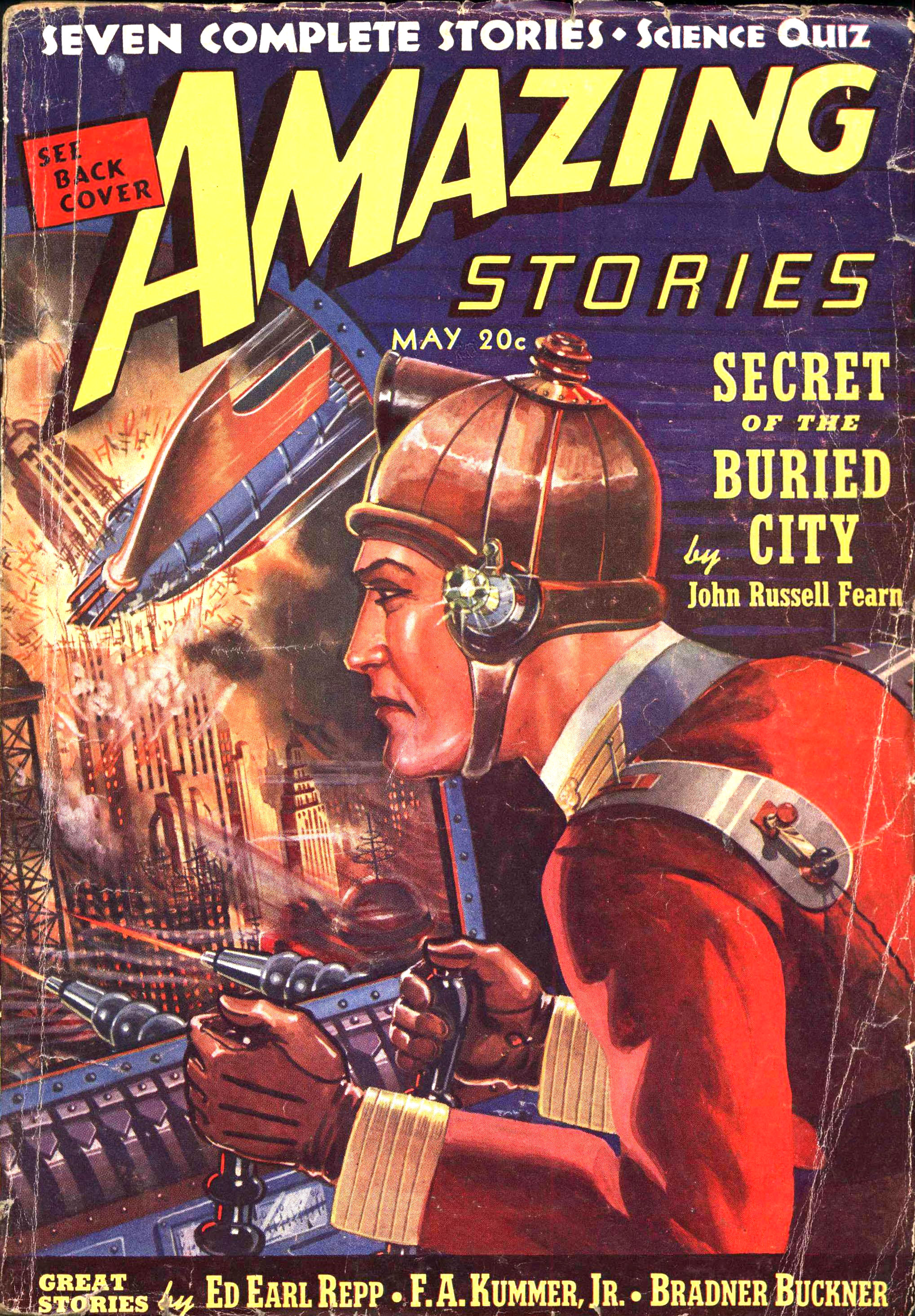
تصویر روی جلد یکی از رمان‌های علمی-تخیلی مرتبط با عصر طلایی این ژانر

نخستین دوره طلایی علمی-تخیلی زمانی بین اواخر دههٔ ۱۹۳۰ میلادی تا دههٔ ۱۹۵۰ میلادی است که در طی آن ژانر علمی-تخیلی مورد پذیرش گستردهٔ عامه قرار گرفت و بسیاری از داستان‌های کلاسیک علمی-تخیلی در این دوره به چاپ رسیدند. در تاریخ علمی-تخیلی دوران طلایی بین دوران پالپ (دهه‌های ۱۹۲۰ و ۱۹۳۰) و دوران موج نو علمی-تخیلی (دهه‌های ۱۹۶۰ و ۱۹۷۰) قرار می‌گیرد.
مطابق با نظر آدام رابرتز، عبارت دوره طلایی شیوهٔ خاصی از نگارش را تشویق می‌کند که عبارت است از: علمی-تخیلی سخت، روایت خطی، قهرمانی که مسائل را در زمینهٔ اپرای فضایی حل می‌کند و زبان ویژهٔ ماجراجویی فناورانه.